# Le Crime au père Boniface
Le Crime au père Boniface est une nouvelle de Guy de Maupassant, parue en 1884.

## Historique
Le Crime au père Boniface est une nouvelle publiée dans le quotidien Gil Blas du 24 juin 1884, puis dans le recueil Contes du jour et de la nuit.

## Résumé
Faisant sa tournée, le facteur Boniface jette un coup d'œil sur le journal de Paris destiné au nouveau percepteur, M. Chapatis, marié depuis peu. Il y lit, raconté avec un luxe de détails terrifiants, un crime qui s'est passé dans la capitale. Homme simple et impressionnable, Boniface prend peur et voit tout le crime défiler dans sa tête. Quand il arrive chez M. Chapatis pour lui livrer son journal, il entend des cris. Bouleversé, il court à la gendarmerie pour chercher de l'aide, persuadé qu'il est qu'un crime est en train d'être commis. Or, lorsque le gendarme écoute à la porte, il se rend bien vite compte que les prétendus cris d'assassinat sont en fait ceux de besognes plus galantes. Et chacun se moque maintenant du « crime » au père Boniface.

## Éditions
- 1884 - Le Crime au père Boniface, dans Gil Blas
- 1885 - Le Crime au père Boniface, dans Contes du jour et de la nuit aux éditions Marpon-Flammarion, coll. Bibliothèque illustrée.
- 1885 - Le Crime au père Boniface, dans La Vie populaire, hebdomadaire du Petit Parisien.
- 1979 - Le Crime au père Boniface, dans Maupassant, Contes et Nouvelles, tome II, texte établi et annoté par Louis Forestier, éditions Gallimard, Bibliothèque de la Pléiade.